# Boberfeld
Boberfeld − polski herb szlachecki z nobilitacji, nadany w Królestwie Kongresowym.

## Opis herbu
Na tarczy dwudzielnej w słup, w polu I czerwonym dwie sześcioramienne gwiazdy srebrne w słup, w polu II srebrnym na zielonym wzgórku drzewo wawrzynu.
Nad hełmem w koronie ze skrzydłami czerwono-białymi pomiędzy dwoma skrzydłami czerwonymi trzy pióra strusie, czerwone między białymi.

## Najwcześniejsze wzmianki
Nadany 23 kwietnia 1822 Teodorowi i Janowi Opitz przez Aleksandra I. Herb widoczny na dyplomie z 23 marca 1823 i w Dzienniku Praw z tegoż roku.

## Herbowni
Herb ten był herbem własnym, toteż do jego używania uprawniony jest tylko jeden ród herbownych:
Opitz